# Urmensch
Urmensch ist ein Oberbegriff für ausgestorbene Vertreter der Gattung Homo in der älteren Urgeschichte, die im geologischen Zeitalter des Pleistozäns gelebt haben. In der Zuschreibung zu konkreten Arten in der Stammesgeschichte des Menschen wird die Bezeichnung uneinheitlich verwendet.

## 18. bis frühes 20. Jahrhundert
Der französisch-schweizerische Philosoph Jean-Jacques Rousseau beschrieb in seinem Hauptwerk Vom Gesellschaftsvertrag oder Prinzipien des Staatsrechtes (1762) den „Naturmenschen“ (l’homme naturel) als archaischen Typus des anatomisch modernen Menschen (Homo sapiens), ohne dass es fossile Beweise gab, die seine Existenz außerhalb des biblischen Zeitrahmens nahegelegt hätten. Mit der Anwendung der Abstammungstheorie auf den Menschen durch Jean-Baptiste de Lamarck („Philosophie zoologique“, 1809) entstand ein jahrzehntelanger Gelehrtenstreit, ob der diluviale „Urmensch“ existiere. Nach der Entdeckung des Neandertalers im Jahre 1856 wurde zunächst dieser – als erstes Fossil einer ausgestorbenen Menschenart – als Urmensch bezeichnet. Ernst Haeckel vermerkte jedoch kurze Zeit später in seiner „Natürlichen Schöpfungsgeschichte“ (1868):

„Wahrscheinlich fand allerdings die körperliche Entwickelung des Urmenschen aus menschenähnlichen Affen bereits in der jüngeren oder pliocenen, vielleicht sogar schon in der mittleren oder miocenen Tertiärzeit statt.“

Nach der Entdeckung des Homo erectus bzw. Java-Menschen (1891) wurde die Bezeichnung auch auf ältere Fossilien übertragen. Bis zur Mitte des 20. Jahrhunderts wurde Urmensch als Sammelbegriff für alle gefundenen bzw. wissenschaftlich akzeptierten ausgestorbenen Menschen (Homo erectus bzw. Homo heidelbergensis, Neandertaler) verwendet, zum Teil auch für den eiszeitlichen Cro-Magnon-Menschen. Ein Synonym war der Begriff Höhlenmensch, aufgrund der damals bekannten Fundlage fast ausnahmslos in „Kulturhöhlen“ oder Abris.

## Mitte des 20. Jahrhunderts bis heute
Nach Entdeckung und wissenschaftlicher Akzeptanz von Hominini mit „vormenschlichen“ Merkmalen wurde etwa ab 1950 ein differenzierter Sprachgebrauch notwendig. Vertreter der Australopithecinen werden seitdem allgemein als Vormenschen bezeichnet.
Große Bedeutung für die Rekonstruktion der Stammesgeschichte des Menschen hatte der 1964 erstmals beschriebene Homo habilis. Der 1977 gegründete Arbeitskreis „Probleme der Menschwerdung“ der Akademie der Wissenschaften der DDR versuchte mit der Bezeichnung Frühmensch für die „Habilinen“ (Homo habilis) diese sowohl von den Vormenschen als auch den nachfolgenden Urmenschen sprachlich abzugrenzen. Die Bezeichnung Urmensch sollte nur den „Archanthropinen“ (Homo erectus und seinen regionalen Vertretern wie Homo heidelbergensis und Homo steinheimensis) vorbehalten bleiben. 
Auf die „Archanthropinen“ folgten die „Paläoanthropinen“ (archaischer Homo sapiens, Neandertaler), die ab dem Zeitraum vor etwa 200.000 Jahren als Altmenschen bezeichnet werden. Die Einteilung der Menschheit in Entwicklungsstufen basierte auf dem Historischen Materialismus, dem zufolge die Entwicklungshöhe des archaischen Homo sapiens ähnlich der des Neandertalers gewesen sei. Unabhängig vom ideologischen Hintergrund hatte die fünfstufige Einteilung (Vor-, Früh-, Ur-, Alt- und Neumensch) als umgangssprachliche Regelung in den 1970er- bis 1990er-Jahren eine gewisse Akzeptanz. Von anderen Fachwissenschaftlern wurde die Bezeichnung Frühmensch jedoch schon seit den 1960er-Jahren als chronologisch indifferentes Synonym zu Urmensch verwendet.
Friedemann Schrenk, einer der führenden deutschsprachigen Paläoanthropologen, schlug zu Beginn des 21. Jahrhunderts folgende Sprachregelung vor: die Australopithecinen werden als Vormenschen; Homo habilis und Homo rudolfensis als Urmenschen; alle späteren Arten der Gattung Homo (außer Homo sapiens) als Frühmenschen; Homo sapiens als Jetztmensch oder „anatomisch moderner Mensch“ bezeichnet. Die zeitliche Reihung des Urmenschen vor den Frühmenschen weicht von früheren Gliederungen ab.
Ein einheitlicher Sprachgebrauch ist bis heute nicht zu verzeichnen. So werden in anderer Fachliteratur alle auf die Vormenschen folgenden Arten (vor Homo sapiens) als Urmenschen bezeichnet. Ernst Probst verwendet zum Beispiel im Jahre 2008 Frühmensch im Sinne der von Schrenk eingeführten Gliederung, hier jedoch nur für Homo erectus bzw. Homo heidelbergensis und nicht für den Neandertaler. In Lexika und Schulbüchern des 21. Jahrhunderts werden Urmensch und Frühmensch zuweilen als austauschbare Begriffe verwendet.
Die Cro-Magnon-Menschen werden trotz zeitlicher Überschneidung mit späten Vertretern von Homo erectus und dem Neandertaler einhellig als Jetztmensch oder Neumensch bezeichnet. Darin spiegelt sich die Zugehörigkeit zum anatomisch modernen Menschen (Homo sapiens) als einziger heute noch existierenden Menschenart.